# Audi A4

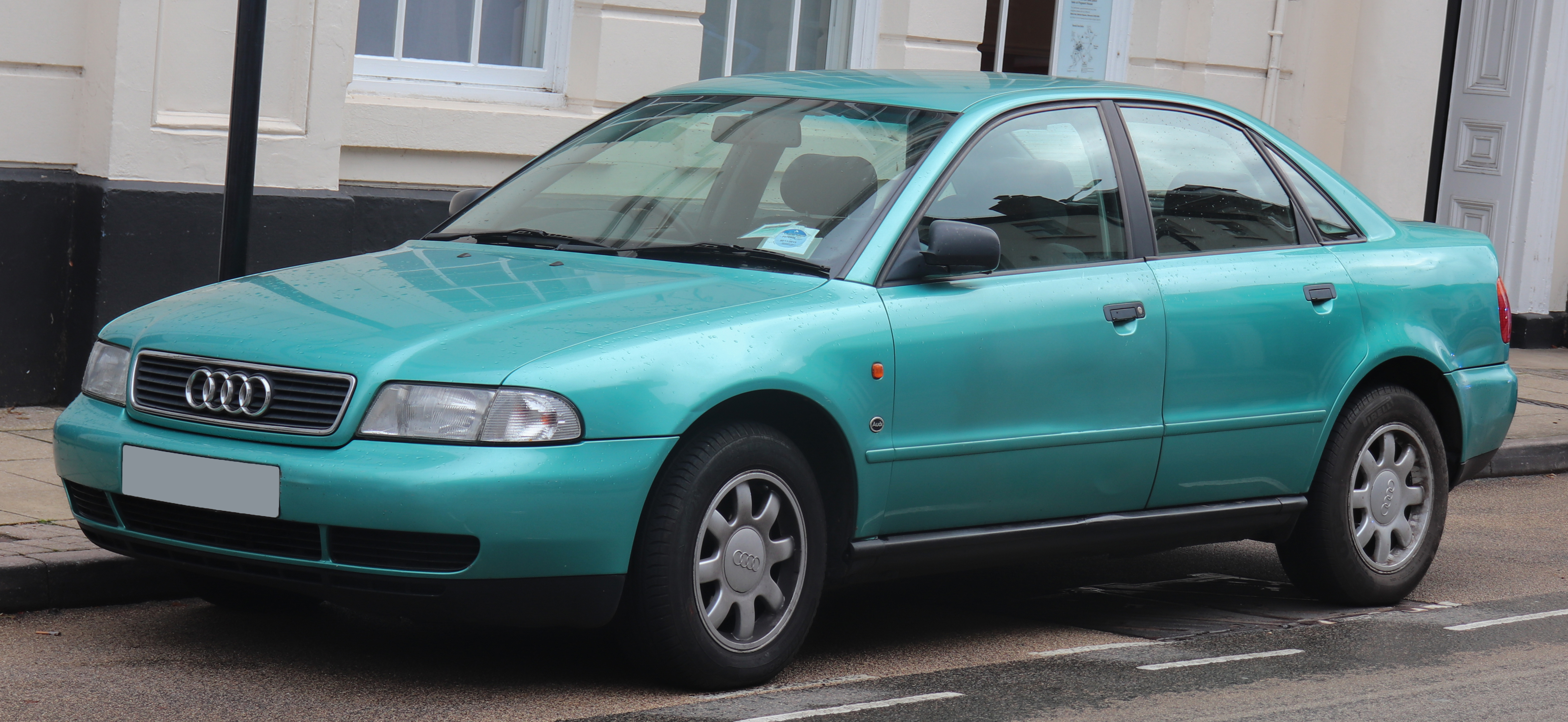
První generace – A4 (B5)

Audi A4 je osobní automobil střední třídy vyráběný německým výrobcem Audi. Na trh byl uveden v roce 1994 jako nástupce modelu Audi 80. Vyrábí se jako sedan, kombi a kabriolet. V roce 2024 představila automobilka Audi model A5, který nahrazuje modelovou řadu A4. A4 bude pouze elektrická.

## B5 (Typ 8D, 1994–2001)
Audi představilo model A4 v roce 1994. A4 bylo postavené na platformě B5, na které byl v roce 1996 představen i nový model Passat od Volkswagenu. Bylo to první auto od Volkswagen Group, které mělo motor s pěti ventily na každý válec. V té době bylo Ferrari F355, popřípadě A4 jediné sériově vyráběné auto s touto technologií. Automobil byl dodáván i se systémem stálého pohonu všech čtyř kol quattro. Audi A4 dostalo novou tvář v roce 1999, což zahrnovalo kromě drobných změn čirá přední světla a nové klíčky.

### Motory
- 1.6 74 kW
- 1.6 75 kW (pouze facelift)
- 1.8 20V 85 kW
- 1.8 20V 92 kW
- 1.8 20V 95 kW
- 1.8 20V 125 kW (pouze facelift)
- 1.8 20V Turbo 110 kW
- 1.8 20V Turbo 132 kW
- 2.4 V6 30V 121 kW
- 2.6 V6 12V 110 kW
- 2.8 V6 12V 128 kW
- 2.8 V6 30V 142 kW
- 2.7 Biturbo V6 186 kW (pouze verze S4)
- 2.7 Biturbo V6 195 kW (pouze verze S4)
- 2.7 Biturbo V6 279 kW (pouze verze RS4 Avant)

- 1.9 TDI 55 kW
- 1.9 TDI 66 kW
- 1.9 TDI 81 kW
- 1.9 TDI-PD 85 kW
- 2.5 V6 TDI 110 kW
- 2.5 V6 TDI 120 kW
- 2.5 V6 TDI 132 kW

## B6 (Typ8E/8H; 2000–2006)

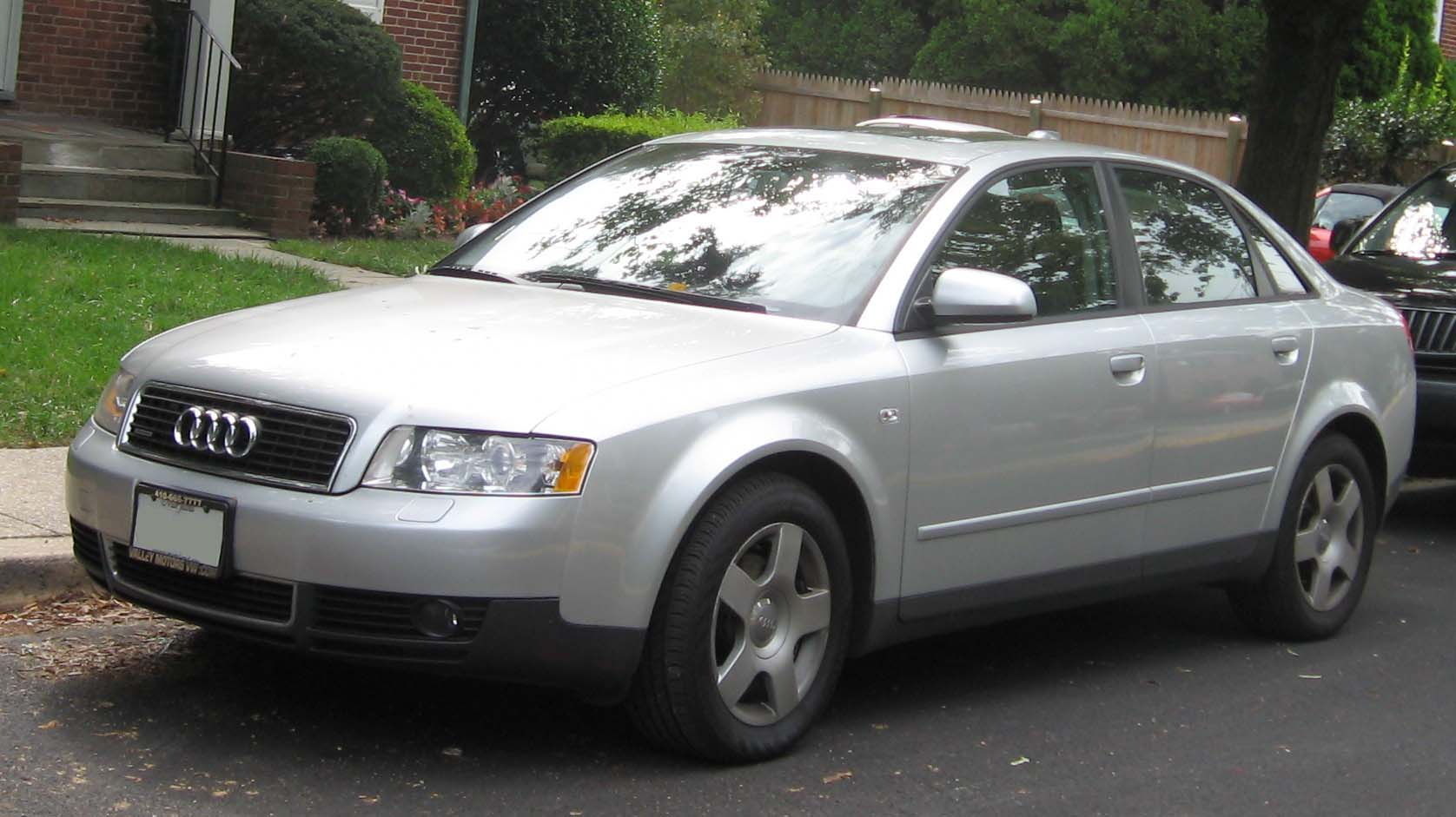
Druhá generace – A4 (B6)

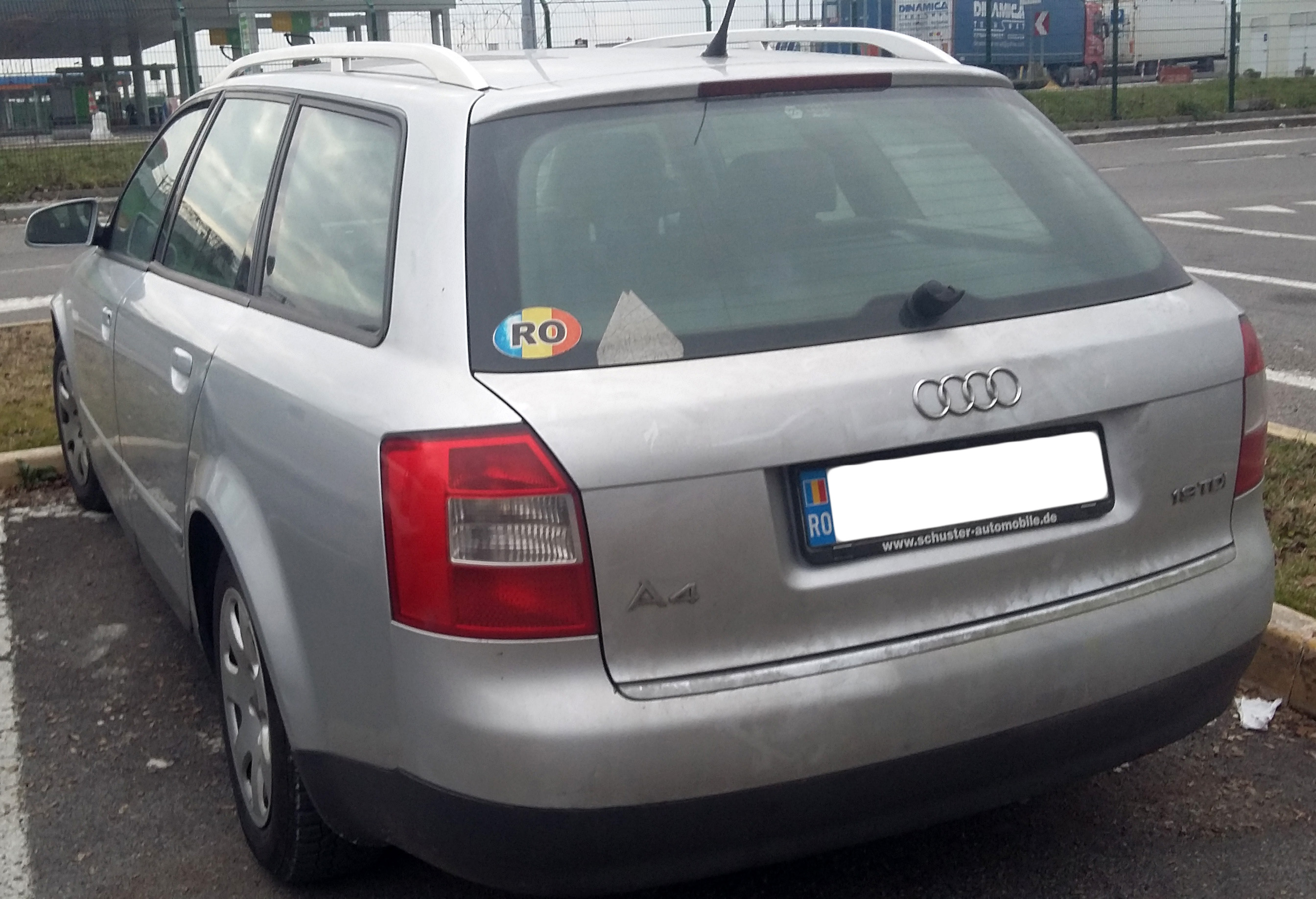
Audi A4 B6 Avant

Úplně nové A4 bylo představené už na platformě B6, které mělo úplně novou převodovku Multitronic.
Nový kabriolet byl představený roce 2002.

### Motory
Benzinové motory
- 1.6 L (75 kW)
- 1.8 L Turbo (110, 120, 132, 140 kW)
- 2.0 L (96 kW)
- 2.4 L V6 (125 kW)
- 3.0 L V6 (162 kW)
- 4.2 L V8 (253 kW) → verze S4

Naftové motory
- 1.9 L TDI (74, 85, 96 kW)
- 2.5 L V6 TDI (114, 120, 132 kW)

## B7 (Typ 8E/8H, 2005–2008)

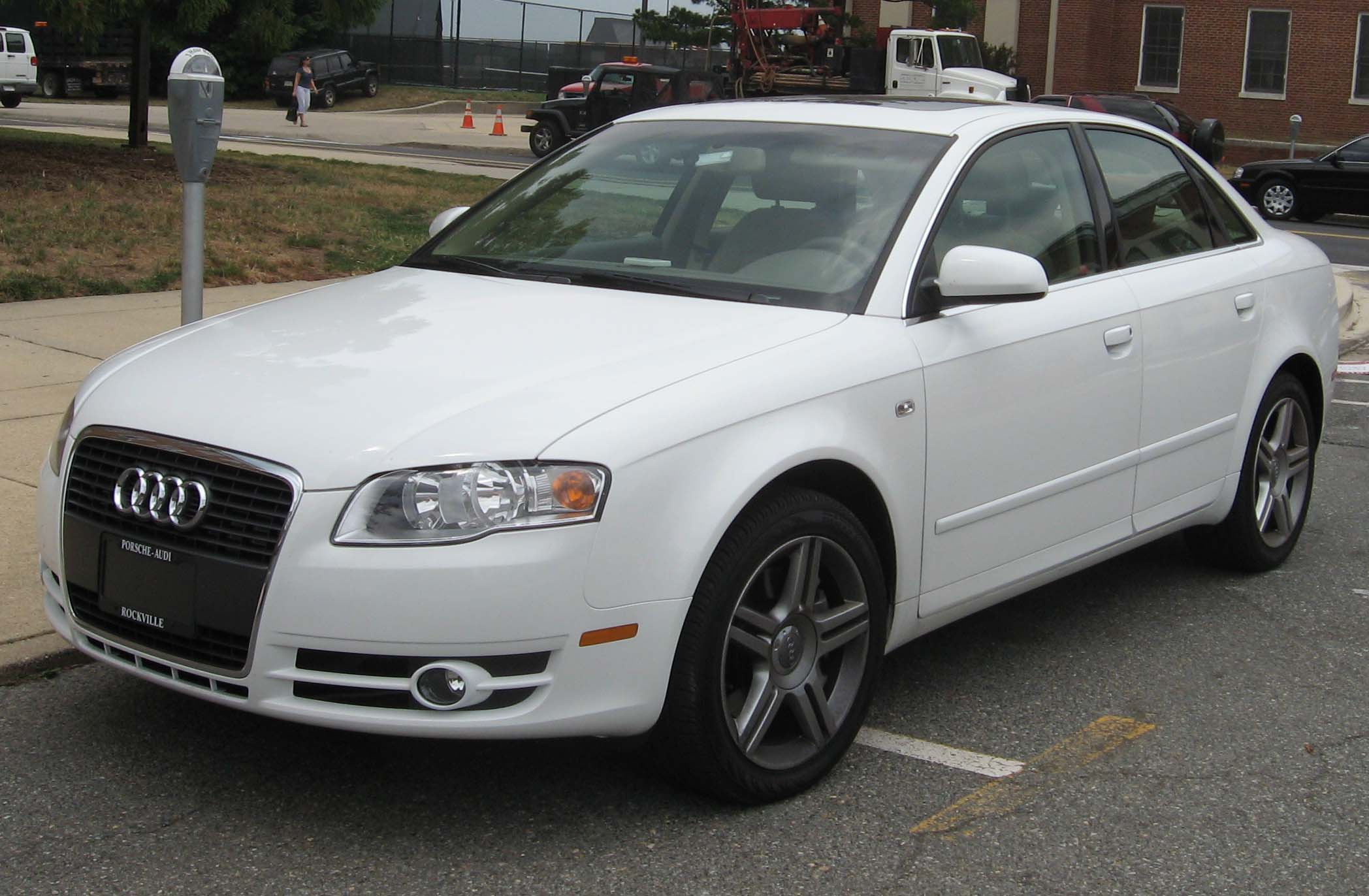
Druhá generace po faceliftu – A4 (B7)

Audi představilo facelift A4 postavený na platformě B7 v roce 2004.
Nový kabriolet byl představený v únoru 2006.

### Motory
Benzín:
- 1.6 L – 75 kW (102 PS)
- 2.0 L 20V – 96 kW (130 PS)
- 1.8 L 20V Turbo – 120 kW (163 PS)
- 2.0 L TFSI – 147 kW (200 PS)
- 2.0 L TFSI – 162 kW (220 PS) – pouze verze DTM edice
- 3.2 L V6 FSI – 188 kW (256 PS)
- 4.2 L V8 (S4) – 253 kW (344 PS)
- 4.2 L V8 (RS4) – 309 kW (420 PS) – poslední generace, která nabízela verzi RS4 v karoserii sedan

Diesel:
- 1.9 L TDI – 85 kW (115 PS)
- 2.0 L TDI – 103 kW (140 PS)
- 2.0 L TDI – 125 kW (170 PS)
- 2.5 L V6 TDI – 120 kW (163 PS)
- 2.7 L V6 TDI – 132 kW (180 PS)
- 3.0 L V6 TDI – 150 kW (200 PS)
- 3.0 L V6 TDI – 171 kW (233 PS)

## B8 (Typ 8K, 2008–2015)

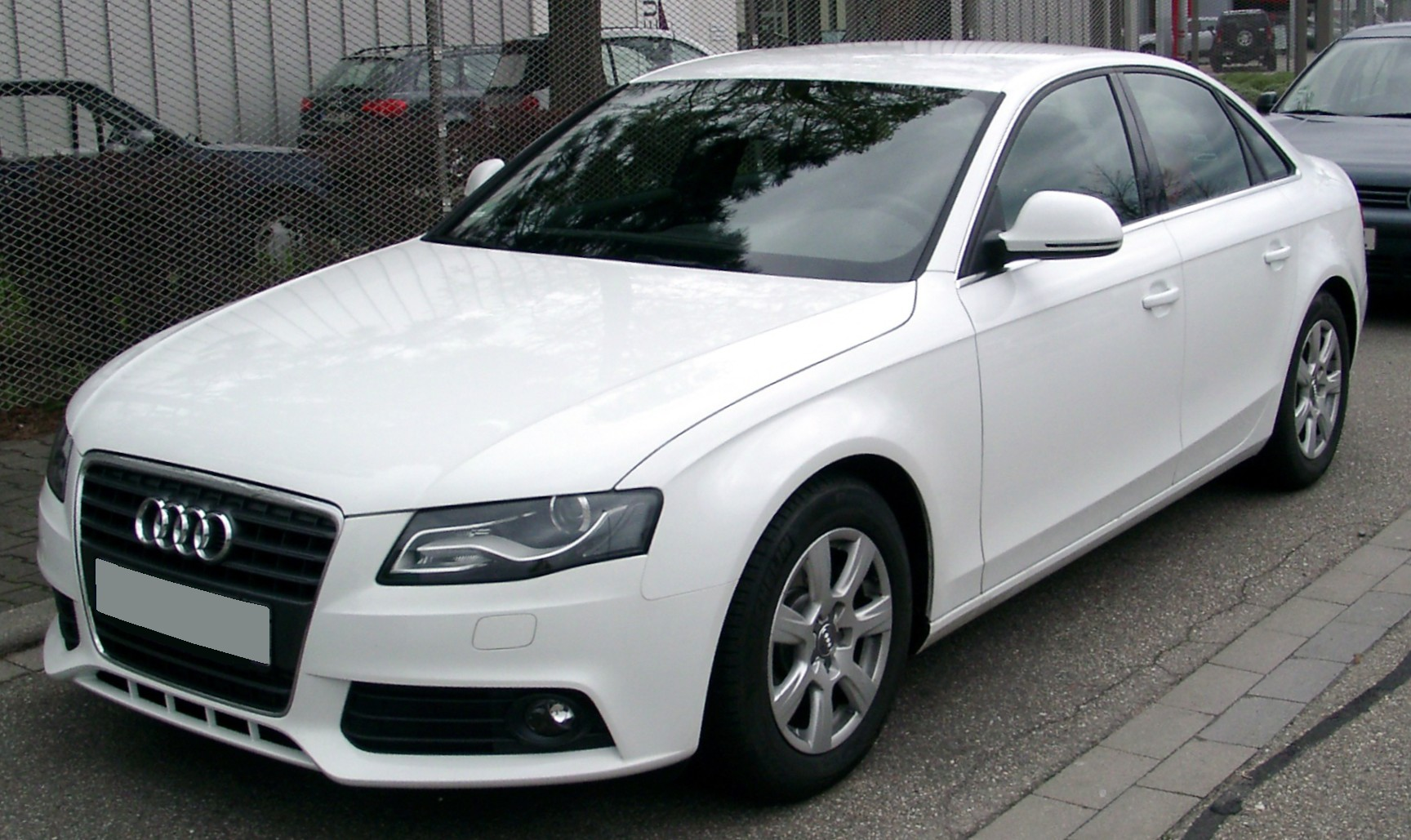
Třetí generace – A4 (B8)

Třetí generace byla představena v srpnu 2008.
Rozdílem oproti starší verzi jsou nová světla s LED pruhem (pouze u vybavenějších verzí).
K dispozici je i kabriolet s klasickou plátěnou střechou.

### Motory
Benzín:
- 1.8 TFSI – 88 kW
- 1.8 TFSI, 1.8 TFSI quattro – 118 kW
- 1.8 TFSI, 1.8 TFSI quattro – 125 kW
- 2.0 TFSI, 2.0 TFSI quattro – 132 kW
- 2.0 TFSI, 2.0 TFSI quattro – 155 kW
- 2.0 TFSI, 2.0 TFSI quattro – 165 kW
- 3.0 TFSI quattro – 200 kW
- S4 quattro – 245 kW
- 3.2 FSI, 3.2 FSI quattro – 195 kW, 250 km/h
- RS4 quattro – 331 kW

Diesel:
- 2.0 TDI – 88 kW
- 2.0 TDI – 100 kW
- 2.0 TDI, 2.0 TDI quattro – 105 kW
- 2.0 TDI, 2.0 TDI quattro – 125 kW
- 2,7 TDI – 140 kW k mání s poháněnými předními koly, anebo s quattrem používající diferenciál Torsen.
- 3.0 TDI quattro – 176 kW (pouze quattro)

## B9 (2015–2024)

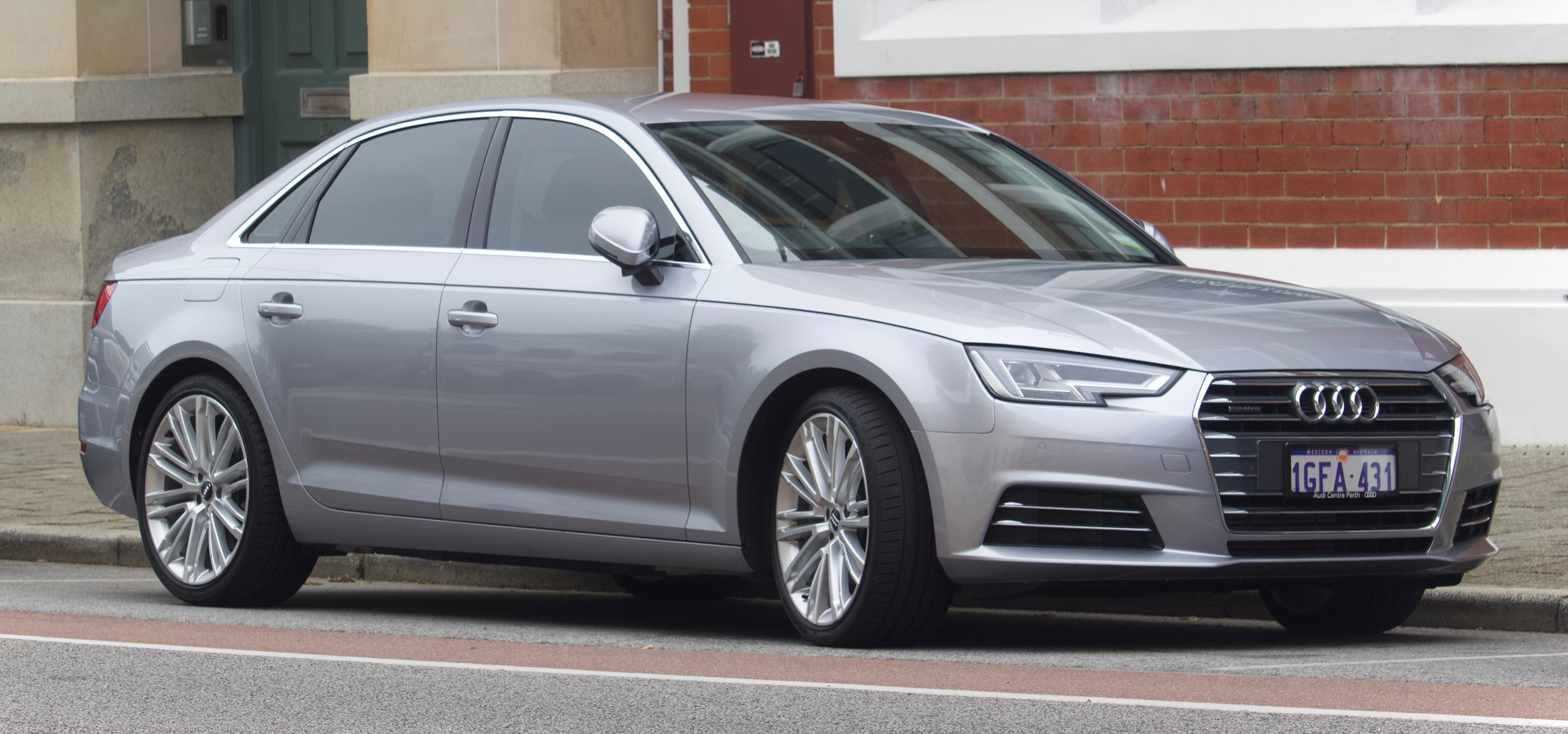
Čtvrtá generace – A4 (B9)

Čtvrtá generace byla představena v červnu 2015.

### Motory
Benzín:
- 1.4 TFSI – 110 kW (150 PS) – CoD (Cylinder on Demand) vypínáni dvou válců při nízkém zatížení

- 2.0 TFSI Ultra – 140 kW (190 PS)
- 2.0 TFSI – 185 kW (252 PS)
- 3.0 TFSI (S4) – 260 kW (354 PS)
- 2.9 TFSI (RS4) – 331 kW (450 PS) – pouze Avant

Diesel:
- 2.0 TDI – 110 kW (150 PS)
- 2.0 TDI – 140 kW (190 PS)
- 3.0 TDI – 200 kW (272 PS)